# De Link
De Link is een muziekpodium voor kamermuziek in Tilburg. Het werd in 1986 opgericht door de componist Jo Sporck en pianist Paul Sprangers. Het muziekpodium begon in een expositieruimte aan de Zouavenlaan, verkaste in 1996 voor twee jaar naar de Tilburgse synagoge en betrok in 1998 de conservatoriumzaal, de voormalige kapel van het Cenakel, een voormalig retraitehuis dat deel uitmaakt van het Kunstcluster in het centrum van Tilburg aan de Schouwburgring.
De Link brengt met regelmaat concerten van hedendaagse muziek ten gehore. Het muziekpodium streeft naar een zo klein mogelijke afstand tussen het publiek en de uitvoerende musici. Het streeft ook naar interdisciplinariteit: het wil verbanden leggen met andere kunstdisciplines. Componisten en musici komen zowel uit Noord-Brabant, maar zijn evengoed vaak landelijk en internationaal bekende mensen uit het muziekvak, met een accent op jong talent.